# 林山
林山（英語：Linn Mesa），是南極洲的山峰，位於維多利亞地的博克格雷溫克海岸，屬於南十字山脈的一部分，處於奇斯霍姆山以南6公里，美國地質調查局根據測量和美國海軍拍攝的空中照片繪入地圖，現時由南極條約體系管理。